# Бабушківська сільська рада
Бабушківська сільська рада (інколи — Бабушецька) — колишня адміністративно-територіальна одиниця та орган місцевого самоврядування у Бердичівському і Чуднівському районах Житомирської, Бердичівської округ, Вінницької та Житомирської областей УРСР та України з адміністративним центром у с. Бабушки.

## Населені пункти
Сільській раді були підпорядковані населені пункти:
- с. Бабушки
- с. Дацьки
- с. М'ясківка

## Населення
Кількість населення ради, станом на 1923 рік, становила 2 687 осіб, кількість дворів — 597.
Кількість населення сільської ради, станом на 1924 рік, становила 2 782 особи.
Відповідно до перепису населення СРСР, на 17 грудня 1926 року чисельність населення ради становила 2 822 особи, з них за статтю: чоловіків — 1 390, жінок — 1 432; етнічний склад: українців — 2 700, поляків — 101, чехів — 2, інші — 19. Кількість домогосподарств — 573, з них, несільського типу — 13.
Відповідно до результатів перепису населення 1989 року, кількість населення ради, станом на 12 січня 1989 року, становила 1 042 особи.
Станом на 5 грудня 2001 року, відповідно до перепису населення України, кількість мешканців сільської ради становила 835 осіб.

## Склад ради
Рада складалася з 12 депутатів та голови.

### Керівний склад сільської ради
| ПІБ                        | Основні відомості                                                                           | Дата обрання | Дата звільнення |
| -------------------------- | ------------------------------------------------------------------------------------------- | ------------ | --------------- |
| Фурманчук Катерина Юріївна | Сільський голова, 1981 року народження, освіта, Всеукраїнське об'єднання «Батьківщина»      | 26.03.2006   | 31.10.2010      |
| Фурманчук Катерина Юріївна | Сільський голова, 1981 року народження, освіта вища, Всеукраїнське об'єднання «Батьківщина» | 31.10.2010   |                 |

Примітка: таблиця складена за даними джерела

## Історія
Утворена 1923 року в складі сіл Бабушки, Дацьки, М'ясківка та хуторів Лозовий, Шовтюки П'ятківської волості Житомирського повіту Волинської губернії. 17 грудня 1926 року в підпорядкуванні значаться хутори Гайовий та Три Кіпці. 9 квітня 1928 року села Дацьки та М'ясківка увійшли до складу новоствореної Дацьківської сільської ради, розформованої 11 серпня 1954 року з повторним підпорядкуванням сіл до Бабушківської сільради.
Станом на 1 вересня 1946 року сільська рада входила до складу Чуднівського району Житомирської області, на обліку в раді перебувало с. Бабушки.
5 березня 1959 року до складу ради включено територію ліквідованої Бейзимівської сільської ради, котру було відновлено 17 січня 1977 року з поверненням до населених пунктів до її складу.
Станом на 1 січня 1972 року сільська рада входила до складу Чуднівського району Житомирської області, на обліку в раді перебували села Бабушки, Дацьки та М'ясківка.
Ліквідована 15 січня 2019 року через об'єднання до складу Чуднівської міської територіальної громади Житомирської області.
Входила до складу Чуднівського (7.03.1923 р., 8.12.1966 р.), Бердичівського (30.12.1962 р.) районів.